# Teisbach (Isar)
Der Teisbach ist ein rechter Nebenlauf der unteren Isar im niederbayerischen Landkreis Dingolfing-Landau, zwischen dem Scheiblbach und dem Asenbach in der Reihe der rechten Zuläufe der Isar. Der Name des Wildbachs kommt von tiusan – tosen – Tosender Bach = Teisbach oder von einem althochdeutschen Personennamen *Tiso.

## Geographie
Mit seinem oberen Teil fließt der Teisbach durch die Gemarkung Weigendorf der Gemeinde Loiching und mit seinem unteren Teil durch die gleichnamige Gemarkung Teisbach der Stadt Dingolfing in Niederbayern. Seine Quelle liegt südlich des Weilers Wornstorf (Löschwasserteich von Wornstorf gut 300 Meter östlich der im Steinberg (Lage) maximal 486 Meter Höhe erreichenden Wasserscheide zum parallel fließenden Scheiblbach). Mit Ausnahme des obersten, rund 560 Meter langen, von Westen nach Osten verlaufenden Abschnitts folgt dem Gewässer etwas westlich die Kreisstraße DGF 16. Kurz nach der verrohrten Unterquerung der Straße knickt das der Teisbach auf Nordnordostlauf. Am Südrand des Stausees Dingolfing fließt er in den rechten Dingolfinger Sickergraben (Vorfluter) ein, der dem Seeufer etwa in Ostlauf folgend unmittelbar unterhalb des Wasserkraftwerks Dingolfing in die Isar mündet.
Das Tal des Teisbachs bis zum Seerand ist großteils asymmetrisch, mit bewaldeten Steilhängen rechts im Osten und landwirtschaftlich genutzten flachen Hanglagen links im Westen, auf denen einige Weiler und Dörfer liegen, darunter Goben, Maßendorf, Piegendorf und Oberteisbach. Im Bereich der Ortschaft Teisbach sind auch die linksseitigen Hanglagen steil. Erst danach, auf seinen letzten 700 Metern, fließt der Bach auf dem flachen Talboden des Isartals.
Ein knapp 1100 Meter langes Teilstück östlich von Oberteisbach verläuft unterirdisch. Auch der Piegendorfer Bach fließt unterirdisch zu.
Der Teisbach hat ein Einzugsgebiet von 13,38 km² und  – zusammen mit dem etwa 1,7 km langen Sickergrabenabschnitt  – eine Länge von 8,5 km.

## Geotope
Ein 1200 Meter langer und 84 Hektar großer, vollständig östlich der Kreisstraße DGF 16 liegender Teil des Teisbachtals ist vom Bayerischen Landesamt für Umwelt als Geotop des Typs Asymmetrisches Tal ausgewiesen.
Südlich davon ist am rechten Steilhang des Tals die ehemalige Kiesgrube von Maßendorf als Geotop der Typisierung Schichtfolge, Tierische Fossilien ausgewiesen, mit einer Fläche von 1200 Quadratmetern.

## Geschichte
Ab 1251 wird der Teisbach als Grenze zwischen der neugegründeten Stadt Dingolfing und der Herrschaft Teisbach erwähnt, und ab 1386 als Grenze zwischen den Landgerichten Dingolfing und Teisbach. Spätestens seit dem Gemeindeedikt Anfang des 19. Jahrhunderts ist jegliche Grenzfunktion entfallen.
Nach dem Repertorium des Topographischen Atlasblattes von Landau (1846) lagen im Bereich des Marktes Teisbach vier hölzerne Mühlen mit fünf Mahlgängen an dem Gewässer. Bei den vier bei Joseph von Hazzi (1808) erwähnten Mühlen handelt es sich (auch) um Mühlen am Längenmühlbach, da sich diese Quelle auf den Markt Teisbach mit zugehörigen Gebieten bezieht. Auf der Isar-Karte von Coulon aus dem Jahr 1801, die nur den untersten Teil des Teisbachs zeigt (dort als Mühlbach beschriftet), zeigt eine Mühle auf Höhe des Schlosses Teisbach oder etwas oberhalb davon.
Wie auf dem Urpositionsblatt 503 Dingolfing aus dem Jahr 1866 zu sehen ist, mündete der Teisbach etwa bei Flusskilometer 47,73 beim Kupferstein in den Kling Graben (Klinggraben), einen rechten Nebenarm der Isar, Etwa um 1890 wurde im Zuge der Isarregulierung dieser Isararm bzw. sein schmaler Rest zum oberen Teil des Dingolfinger Stadtmühlbachs, der seit der Isarregulierung bei Kilometer 48,112 (rund 510 Meter unterhalb der Teisbacher Isarbrücke) aus der Isar ausgeleitet wurde (vorher – seit der erstmaligen Anlage ca. 1836 – oberhalb der Isarbrücke bei Kilometer 49,2). Danach mündete der Teisbach bis zur Anlage des Stausees Dingolfing (Fertigstellung 1957) in diesen Dingolfinger Stadtmühlbach. Seither fließt er in den rechten Dingolfinger Sickergraben (örtliche Bezeichnung des Vorfluters), der seinerseits unmittelbar unterhalb des Wasserkraftwerks auf 352 m ü. NN von rechts der Isar zufließt und wenige Meter vorher einen Teil des Wassers in den Dingolfinger Stadtmühlbach ausleitet. Der obere Teil Stadtmühlbachs (Klinggraben) wurde in den Folgejahren trockengelegt, ebenso die frühere Mündung des Teisbachs.

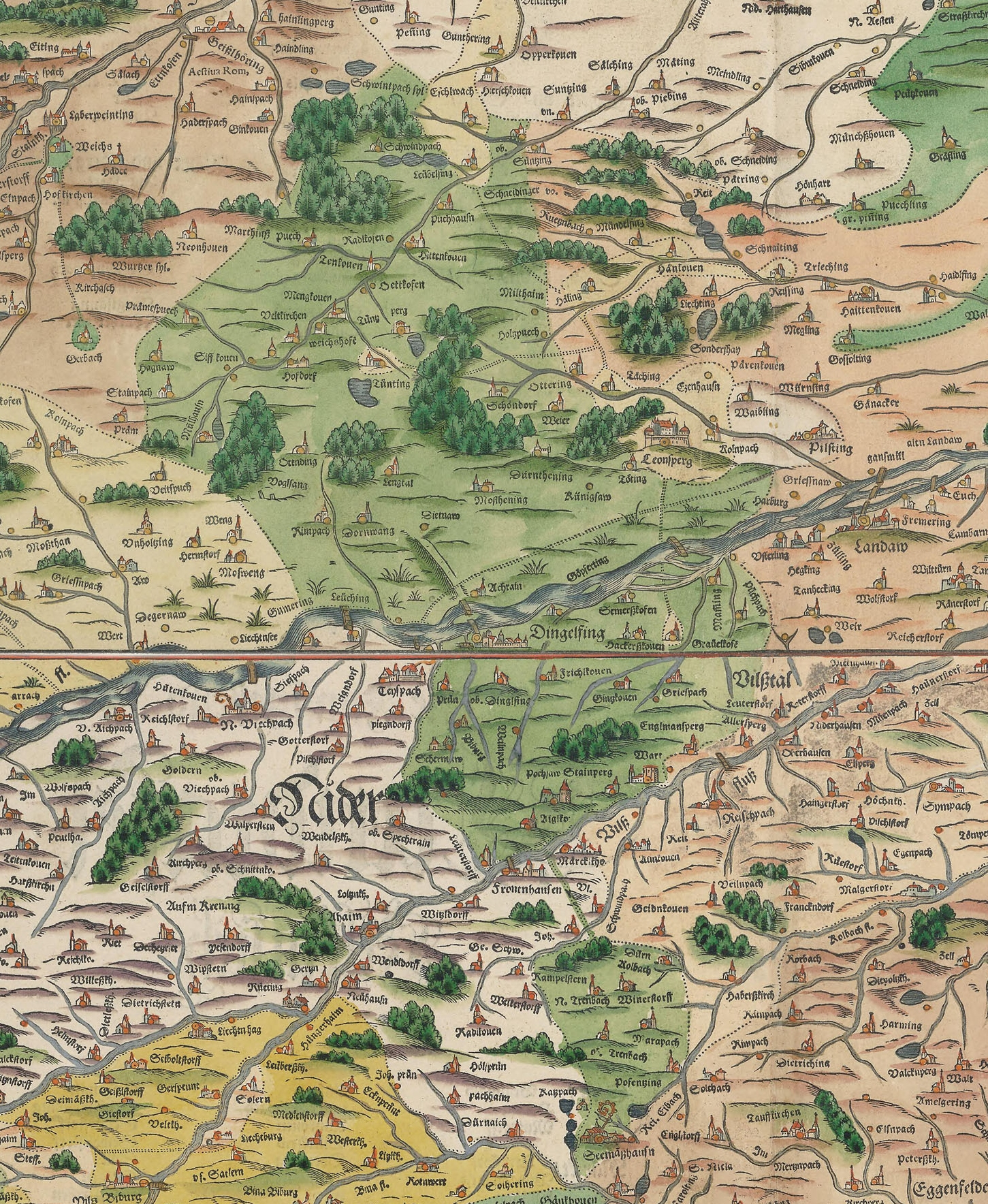
Der Teyspach als Westgrenze des damaligen Landgerichts Dingolfing auf den Landtafeln 11 und 15 von Philipp Apian 1568 (Ausschnitte)
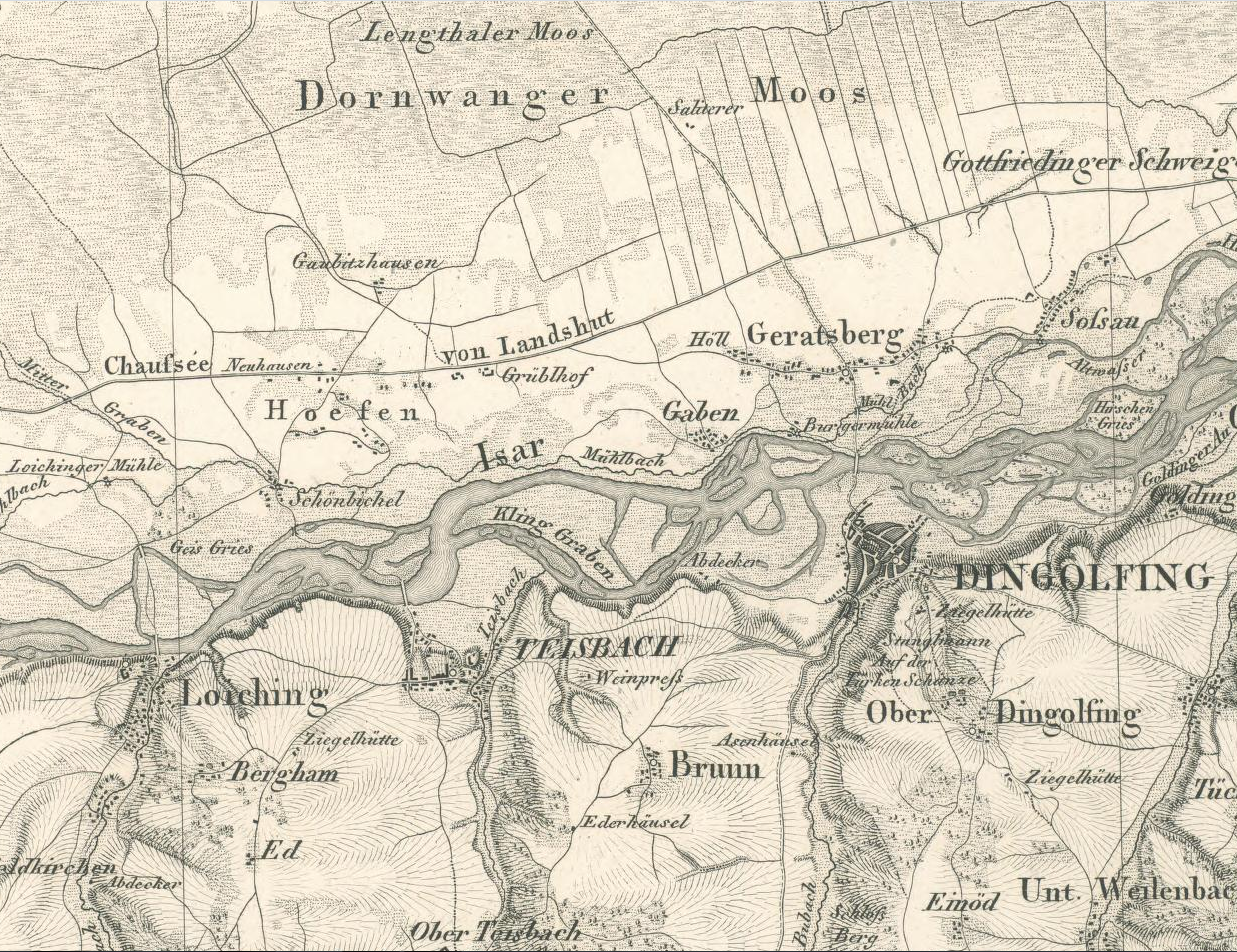
Karte von 1835 (vor der Isarregulierung): Der Teisbach mündet in den Isararm Kling Graben